# Polycauliona polycarpa
Polycauliona polycarpa (syn. Xanthoria polycarpa) ist eine in Mitteleuropa weit verbreitete Blattflechtenart, die Baumrinde besiedelt.

## Beschreibung
Polycauliona polycarpa bildet kleine, gewölbte Polster mit einem Lagerdurchmesser von bis zu 2 cm. Der Thallus ist gelb bis graugelb gefärbt und in der Regel so dicht mit (teils etwas gestielten) Apothecien besetzt, dass die Lagerlappen (bis 0,5 mm breit) kaum sichtbar sind (die ebenfalls häufige Xanthoria parietina ist demgegenüber deutlich größer mit breiteren Lappen, die zumindest am Rand nicht von Apothecien verdeckt sind). Die Apothecien besitzen einen Durchmesser von bis zu 2 mm und eine orange gefärbte Scheibe (dunkler als das Lager) mit hellerem Rand.

## Verbreitung
Die Flechte besiedelt bevorzugt dünnere Äste oder Astgabeln von Sträuchern und Laubbäumen mit nährstoffreicher Borke (z. B. Schlehe, Weißdorn, Eschen, Pappeln, Holunder, Weiden). Sie ist in Europa, abgesehen vom äußersten Norden, häufig, im Mittelmeerraum selten.